# Soroti (meteoryt)
Soroti – meteoryt żelazny spadły 17 września 1945 roku w Ugandzie w dystrykcie Soroti. Z miejsca spadku meteorytu pozyskano materiał meteorytowy o masie 2,05 kg.